# Ilari Melart
Ilari Melart (ur. 11 lutego 1989 w Helsinkach) – fiński hokeista, reprezentant Finlandii. 

## Kariera
- HJK U16 (2004-2005)
- Harwood Union High School (2005-2006)
- HIFK U18 (2006-2007)
- HIFK U20 (2006-2010)
  -  Suomi U20 (2009)
  -  Kiekko-Vantaa (2009-2010, 2011)
- HIFK (2008-2013)
- Springfield Falcons (2013)
- Jugra Chanty-Mansyjsk (2013-2015)
- Luleå HF (2015-2017)
- Färjestad BK (2017-2019)
- Växjö Lakers Hockey (2019-2021)
- Adler Mannheim (2021-)

Wychowanek klubu Jokerit z Helsinek. Karierę juniorską rozwijał w innych stołecznych klubach: HJK i HIFK. Z tym ostatnim kolejno przedłużał umowy. W maju 2013 jako wolny agent został zawodnikiem Columbus Blue Jackets. Przed nowym sezonem 2013/2014, we wrześniu 2013 został przekazany do zespołu farmerskiego, Springfield Falcons, w lidze AHL. Po rozegraniu 24 meczów, w których zdobył jedynie 2 gole, 17 grudnia 2013 został wypożyczony do rosyjskiej drużyny w rozgrywkach KHL. W maju 2014 przedłużył kontrakt z Jugrą. Od maja 2015 zawodnik Luleå HF. Od maja 2017 zawodnik Färjestad BK. W październiku 2019 przeszedł do Växjö Lakers Hockey. W maju 2021 został zaangażowany przez niemiecki klub Adler Mannheim.
Uczestniczył w turnieju mistrzostw świata w 2013.
W trakcie kariery zokreślany pseudonimami Noutaja, Lädä, Mellu, Mela.

## Sukcesy
Klubowe
- Złoty medal mistrzostw Finlandii: 2011 z HIFK